# Myctophum fissunovi
Myctophum fissunovi är en fiskart som beskrevs av Becker och Borodulina, 1971. Myctophum fissunovi ingår i släktet Myctophum och familjen prickfiskar. Inga underarter finns listade i Catalogue of Life.